# Penthoraceae
Penthoraceae es  una familia de plantas de flores  del orden Saxifragales, con un único género Penthorum y con 5 especies.

## Especies
- Penthorum chinense
- Penthorum circinale
- Penthorum humile
- Penthorum intermedium
- Penthorum sedioides

- Datos: Q2420253
- Multimedia: Penthoraceae / Q2420253
- Especies: Penthoraceae